# San-ja
San-ja (čínsky pchin-jinem Sānyà, znaky zjednodušené 三亚, tradiční 三亞) je město a městská prefektura v Čínské lidové republice na jihu provincie Chaj-nan. Na stejnojmenném ostrově je druhým největším městem po hlavním městě provincie Chaj-kchou. Jedná se o nejjižnější město Čínské lidové republiky.
K městu patří mezinárodní letiště San-ja Feng-chuang, v rámci ostrova druhé mezinárodní letiště po rušnějším letišti Chaj-kchou Mej-lan ležícím na jeho severu. Leží v městském obvodě Tchien-ja přibližně jedenáct kilometrů severozápadně od centra San-ji.

## Geografie

### Poloha a rozloha
Městská prefektura San-ja se nachází na jižním konci ostrova Chaj-nan. Podle zeměpisných souřadnic leží mezi 18°09′34″ a 18°37′27″ severní šířky a 108°56′30″ a 109°48′28″ východní délky. Na východě sousedí s Liským autonomním okresem Ling-šuej, na severu s Liským a miaoským autonomním okresem Pao-tching a na západě s Liským autonomním okresem Le-tung. Z jihu je omývána vodami Jihočínského moře.
Celková rozloha městské prefektury San-ja je 1 921 km², přičemž k ní připadají také teritoriální vody o rozloze 3 226 km².

### Povrch
San-ja je obklopena hornatým terénem na severu a mořem na jihu, vzhledem k čemuž se reliéf postupně svažuje ze severu na jih. Jednotlivé horské hřebeny obklopují San-ju ze tří stran: na severu Pao-pcho-ling (čínsky pchin-jinem Bàopōlǐng, znaky zjednodušené 抱坡岭), na východě Ta-chuej-ling (čínsky pchin-jinem Dàhuìlǐng, znaky zjednodušené 大会岭), Chu-pao-ling (čínsky pchin-jinem Hǔbàolǐng, znaky zjednodušené 虎豹岭) s nadmořskou výškou 393 metrů, a Kao-ling (čínsky pchin-jinem Gāolǐng, znaky zjednodušené 高岭; česky „Vysoký hřeben“) někdy také zvaný Kou-ling (čínsky pchin-jinem Gǒu lǐng, znaky zjednodušené 狗岭; česky „Psí hřeben“) a na jihu v obvodu Ťi-jang menší Nan-pien-ling (čínsky pchin-jinem Nánbianlǐng, znaky zjednodušené 南边岭; česky „Jižní hřeben“).
Celková délka pobřeží San-ji v Jihočínském moři je 209 km. Pobřeží je poměrně členité, podél jeho délky se nachází 19 různě velkých zálivů a zátok, z nichž některé slouží jako přístavy. Nejvýznamnější zálivy jsou záliv San-ja, Chajtchangský záliv, Jülinský záliv, Jalungský záliv, záliv Ja-čou, záliv Ta-tung a záliv Jüe-liang. U pobřeží San-ja se také nachází 40 ostrovů, z nichž větších je deset .

### Podnebí
San-ja se vzhledem ke své zeměpisné šířce nachází v tropickém podnebném pásu a má tropické monzunové podnebí (dle Köppenovy klasifikace typ Aw). Průměrná roční teplota je ~25,7 °C, přičemž nejvyšší průměrné teploty v červnu jsou až ~28,7 °C, zatímco v lednu je průměr ~21,4 °C. Průměrná roční délka slunečního svitu je 2534 hodin. Průměrný roční úhrn srážek je ~1347,5 mm.
| San-ja – podnebí                                        | San-ja – podnebí | San-ja – podnebí | San-ja – podnebí | San-ja – podnebí | San-ja – podnebí | San-ja – podnebí | San-ja – podnebí | San-ja – podnebí | San-ja – podnebí | San-ja – podnebí | San-ja – podnebí | San-ja – podnebí | San-ja – podnebí |
| Období                                                  | leden            | únor             | březen           | duben            | květen           | červen           | červenec         | srpen            | září             | říjen            | listopad         | prosinec         | rok              |
| ------------------------------------------------------- | ---------------- | ---------------- | ---------------- | ---------------- | ---------------- | ---------------- | ---------------- | ---------------- | ---------------- | ---------------- | ---------------- | ---------------- | ---------------- |
| Nejvyšší teplota [°C]                                   | 30,4             | 31,0             | 33,2             | 34,5             | 35,4             | 35,9             | 34,5             | 34,3             | 35,5             | 33,7             | 32,6             | 31,9             | 35,9             |
| Průměrné denní maximum [°C]                             | 26,1             | 26,8             | 28,6             | 30,7             | 32,0             | 31,9             | 31,7             | 31,4             | 31,2             | 30,2             | 28,5             | 26,6             | 29,6             |
| Průměrná teplota [°C]                                   | 21,6             | 22,5             | 24,6             | 26,9             | 28,4             | 28,8             | 28,5             | 28,1             | 27,4             | 26,4             | 24,3             | 22,1             | 25,8             |
| Průměrné denní minimum [°C]                             | 18,5             | 19,8             | 21,9             | 24,2             | 25,6             | 26,1             | 25,9             | 25,5             | 24,7             | 23,4             | 21,3             | 19,0             | 23,0             |
| Nejnižší teplota [°C]                                   | 5,1              | 11,0             | 10,5             | 19,1             | 19,8             | 21,3             | 22,1             | 21,8             | 20,1             | 14,7             | 7,9              | 7,1              | 5,1              |
| Průměrné srážky [mm]                                    | 8,0              | 12,8             | 19,2             | 43,3             | 142,3            | 197,5            | 192,6            | 221,5            | 251,4            | 234,5            | 58,3             | 10,7             | 1 392,1          |
| Relativní vlhkost [%]                                   | 84,3             | 85,8             | 83,9             | 80,4             | 76               | 73,8             | 72               | 73,5             | 79,5             | 81,8             | 82               | 82,8             | 79,6             |
| Zdroj: World Weather Information Servicea Weather Atlas |                  |                  |                  |                  |                  |                  |                  |                  |                  |                  |                  |                  |                  |

### Vodstvo

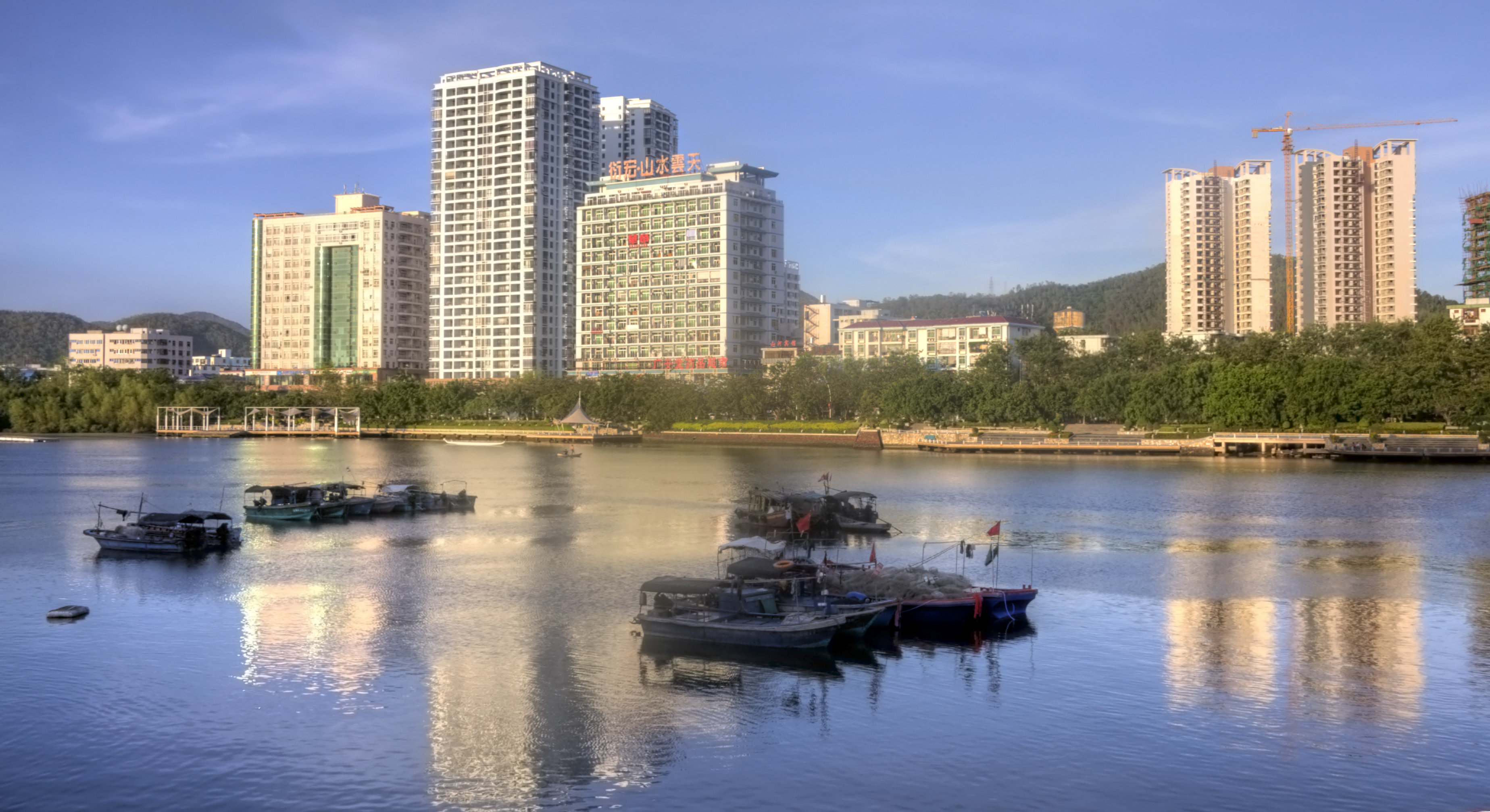
San-ja-che

Městskou prefekturou San-ja protéká 12 středně velkých a malých řek: Ning-jüan-che, Tcheng-čchiao-che, San-ja-che, Ta-mao-šuej, Lung-ťiang-che, Ťiou-čchü-šuej, Liou-tao-šuej, Šao-čchi-šuej, Wen-čchang-šuej, Tung-kou-si a Mao-pcheng-šuej, přičemž je lze rozdělit do tří říčních systémů: centrálního, západního a východního. 
Centrálnímu říčnímu systému dominuje San-ja-che, a zahrnuje také Ta-mao-šuej. Na těchto řekách byly vybudovány čtyři vodní nádrže: Fu-wan, Šuej-jüan-čch’, Pan-ling a Tchang-tcha, přičemž nádrže Fu-wan, Šuej-jüan-čch’ a Pan-ling slouží jako rezervoáry vody pro město San-ja. Východnímu říčnímu systému vévodí řeka Tcheng-čchiao se svým povodím o rozloze 705,46 km². Řeka má východní a západní větev, přičemž na horním toku západní větve řeky se nachází vodní nádrž Čch’-tchien. Nejvýznamnější řekou západního systému je Ning-jüan-che, jejíž povodí má rozlohu 1093 km². Jedná se o nejdelší řeku v městské prefektuře San-ja a 4. nejdelší řeku na Chaj-nanu. Na řece Ning-jüan je také vybudována vodní nádrž Ta-lung, s celkovou kapacitou 427 milionů m³.

## Administrativní členění
Městská prefektura San-ja se člení na čtyři městské obvody.
| Ťi-jang Tchien-ja Chaj-tchang Ja-čou |                |                       |                       |                    |                                  |
| Název (čínsky)                       | Název (čínsky) | Počet obyvatel (2010) | Počet obyvatel (2020) | Rozloha km² (2020) | Hustota zalidnění (obyv. na km²) |
| český přepis                         | znaky          | Počet obyvatel (2010) | Počet obyvatel (2020) | Rozloha km² (2020) | Hustota zalidnění (obyv. na km²) |
| Městské obvody                       |                |                       |                       |                    |                                  |
| Ťi-jang                              | 龙华区         | 257 469               | 447 322               | 399                | 1 121                            |
| Tchien-ja                            | 秀英区         | 269 546               | 353 698               | 916                | 386                              |
| Chaj-tchang                          | 琼山区         | 68 878                | 113 481               | 251                | 451                              |
| Ja-čou                               | 美兰区         | 89 515                | 116 895               | 338                | 346                              |
|                                      |                |                       |                       |                    |                                  |
| Celkem                               | Celkem         | 685 408               | 1 031 396             | 1 905              | 542                              |

## Ekonomika

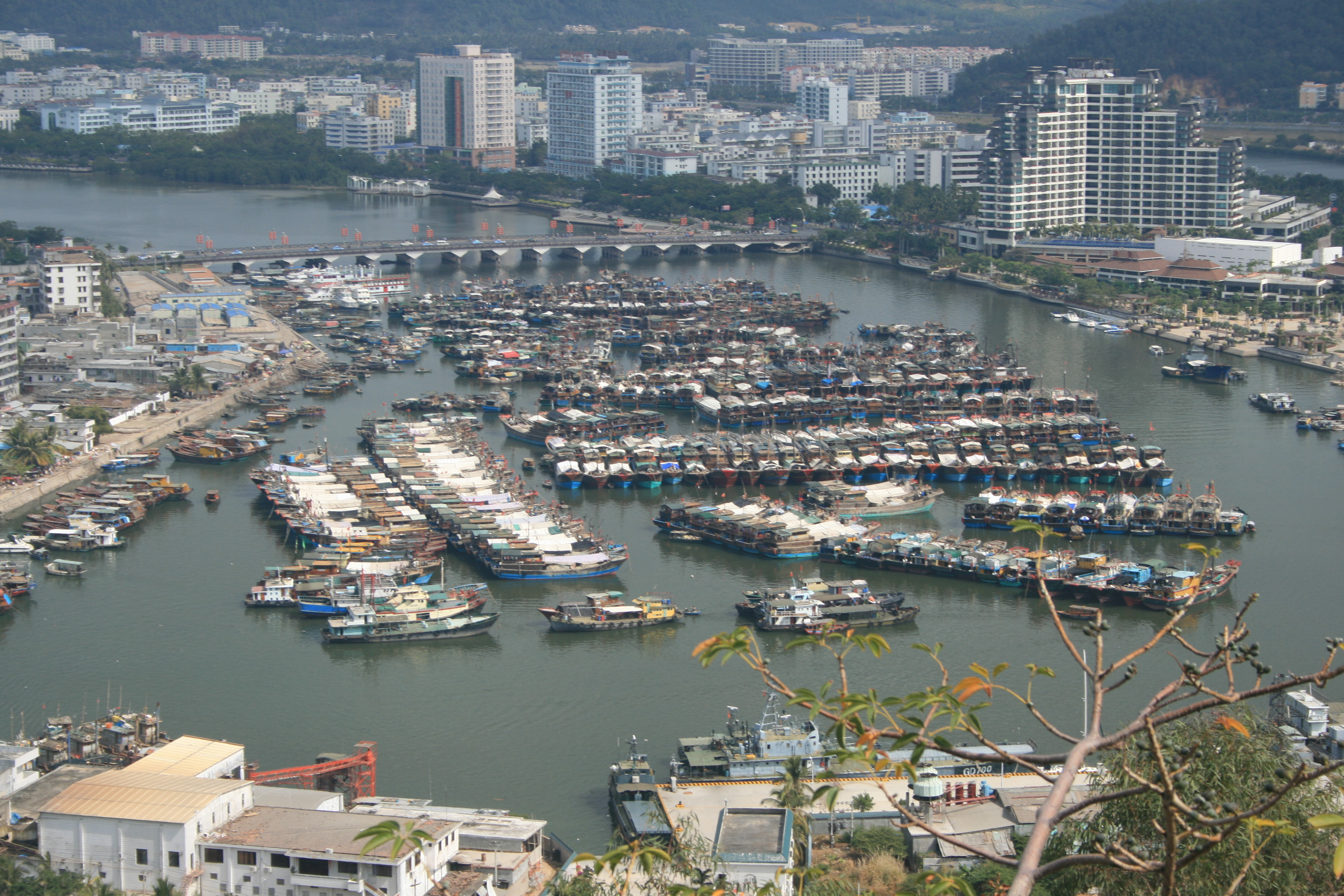
Rybářské lodě v San-ja

San-ja je jeden z hlavních rybářských přístavů na Chaj-nanu a významně tak přispívá k vysokému podílu primárního sektoru (především rybolovu a akvakultury) na HDP celé provincie. Významnou roli v lokální ekonomické také hraje turismus; San-ja je vzhledem ke svým tropickým plážím jedním z hlavních čínských turistických a prázdninových letovisek. Provinční vláda také s cílem proměnit Chaj-nan v mezinárodní turistickou destinaci v regionu San-ja designovala rekreační oblast Sanya Beach Holiday Development Zone (三亚滨海度假休闲中心区).
V roce 2021 dosáhl hrubý domácí produkt městské prefektury San-ja 83,537 mld. jüanů (~300 mld. CZK).
V roce 2019 bylo HDP 67,9 mld. RMB. HDP per capita činilo 87 105 RMB a bylo tak nejvyšší v celé provincii Chaj-nan.
| Rok  | Hrubý domácí produkt (mld. RMB) |
| ---- | ------------------------------- |
| 2021 | 83,537                          |
| 2020 | 69,541                          |
| 2019 | 67,786                          |
| 2018 | 62,227                          |
| 2017 | 54,610                          |
| 2016 | 49,306                          |
| 2015 | 44,119                          |
| 2014 | 40,226                          |
| 2013 | 36,589                          |
| 2012 | 32,482                          |
| 2011 | 28,650                          |
| 2010 | 23,877                          |

## Doprava

### Silniční
- Dálnice G98 Chajnanský okruh
- Státní silnice 223
- Státní silnice 224
- Státní silnice 225

### Železniční
V San-ja se sbíhá východní úsek a západní úsek vysokorychlostního Chajnanského okruhu. Město San-ja je tak napojeno na vysokorychlostní železniční koridor Pao-tchou (Jin-čchuan) – Chaj-nan a skrze něj dále na celou čínskou síť VRT.
Východní úsek Chajnanského okruhu je v provozu od roku 2010. V městské prefektuře San-ja obsluhuje dvě stanice, nádraží Záliv Ja-lung a nádraží San-ja, obě v městském obvodu Ťi-jang.
Od roku 2015 na něj navazuje západní úsek Chajnanského okruhu. Vede z Chaj-kchou, hlavního města Chaj-nanu, přes západní pobřeží ostrova a v San-ja jsou na trati tři stanice: nádrží Ja-čou v obvodu Ja-čou, nádraží Letiště Feng-chuang v obvodu Tchien-ja a poté ve stanici San-ja navazuje na východní úsek.

### Letecká

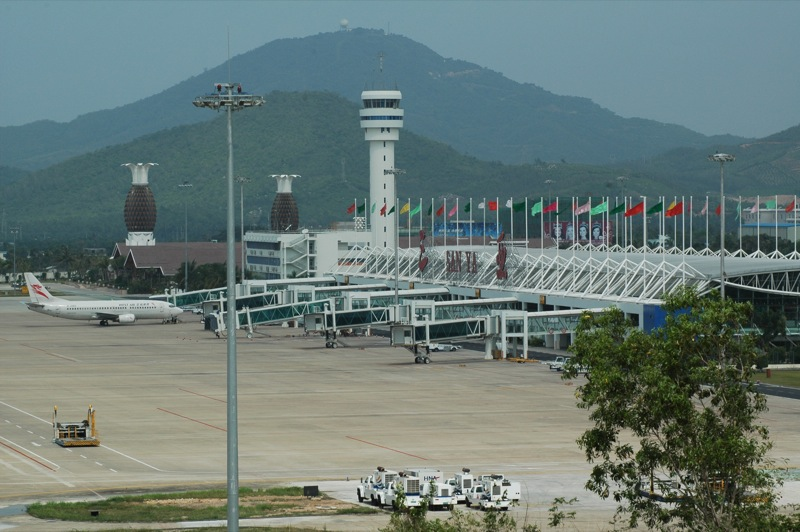
Mezinárodní letiště San-ja Feng-chuang

V městském obvodě Tchien-ja, přibližně jedenáct kilometrů severozápadně od centra San-ji, leží mezinárodní letiště San-ja Feng-chuang, jedno ze dvou velkých mezinárodních letišť na Chaj-nanu. Jedná se o nejjižnější letiště v Číně.

## Partnerská města
- Alhambra, USA (5. října 1994)
- Blackpool, Spojené království (6. září 2016)
- Cancún, Mexiko (10. srpna 2010)
- Cannes, Francie (17. listopadu 1997)
- George Town, Malajsie (2017)
- Chabarovsk, Rusko (28. listopadu 2011)
- Jalta, Ukrajina (2004)
- Lapu-Lapu, Filipíny (19. července 1997)
- Sogüpcho, Jižní Korea (4. dubna 2008)